# Družina (tjednik)
Družina (slov. Obitelj) je slovenski katolički tjednik koji izlazi od 1952. godine. Uz tjednik izlazi i mjesečni prilog Naša družina (Naša obitelj). Objavljuje ga istoimeni nakladnik (Družina d.o.o.).
Od 1998. časopis ima i mrežno izdanje.
Od 1965. izlazi kao glasilo svih slovenskih biskupija. Do 1972. izlazila je kao dvotjednik.
Naklada je 2008. iznosila 46 710, a 2016. 28 432 primjerka.